# Mitologia bushongo
La Mitologia bushongo són les creences religioses del poble africà dels Bushongo, un grup ètnic de prop del Riu Congo i les àries que l'envolten.
El déu suprem de la mitologia bushongo s'anomena Bumba, el qual va vomitar el sol, la lluna, la terra, les plantes, els animals i en acabat la humanitat. Bomazi és el déu ancestre dels Bushongo.